# Graves de communi re
Graves de communi re est une encyclique publiée par le pape Léon XIII, le 18 janvier 1901.
À la suite de l'encyclique Rerum novarum publiée dix ans auparavant, le pape se penche sur la question de la doctrine sociale de l'Église.
Pour la première fois apparaît dans un texte pontifical le terme de démocratie chrétienne, toutefois Léon XIII ne l'entend pas dans un sens politique, mais dans un sens social. Il parle en effet d'une action bénéfique chrétienne en faveur du peuple.
Il rejette, comme dans ces précédentes encycliques, la démocratie sociale.
Quant à la question sociale, il refuse de n'y voir qu'un aspect économique, mais demande de la résoudre d'abord d'un point de vue moral et religieux.

## Citation
La démocratie chrétienne « doit pourvoir aux intérêts des petits, sans cesser de conduire à la perfection qui leur convient les âmes créées pour les biens éternels. Pour elles, il ne doit y avoir rien de plus sacré que la justice ; il lui faut garder à l'abri de toute atteinte le droit de propriété et de possession, maintenir la distinction des classes qui, sans contredit, est le propre d'un État bien constitué ; enfin il faut qu'elle accepte de donner à la communauté humaine une forme et un caractère en harmonie avec ceux qu'a établis le Dieu créateur ».

## Texte de l'encyclique
- Graves de communi re sur le site du Vatican.